# جوان بيرتون
جوان بيرتون (بالأيرلندية: Siobhán de Bhurtúin) (و. 1949 – م) هي سياسية من جمهورية أيرلندا ولدت في دبلن.

## التعليم
تعلمت في جامعة كلية دبلن.